# 9K34 Strela-3
9K34 Strela-3 (rusky 9К34 «Стрела-3», 'šíp', v kódu NATO: SA-14 Gremlin) je přenosný z ramene odpalovaný protiletadlový raketový komplet (MANPADS) vyvinutý v SSSR v reakci na nedostatečné výkony předchozího systému 9K32 Strela 2 (SA-7 Grail). Samotná střela je založena hlavně na té předchozí ze systému Strela 2, díky čemuž byl vývoj rychlejší. Do služby u Sovětské armády byla přijata v lednu 1974.
Nejvýznamnější změnou oproti systému Strela 2 je zcela nová hlava infračerveného navádění, která by měla zaručit lepší zaměření a sledování cílů a měla minimalizovat slabá místa předchozího modelu. Pracuje na principu FM modulace, která je méně náchylná k protiopatřením jako rušící a návnadová světla než dřívější systém na bázi AM, který se dal snadno oklamat světly a dokonce i nejprimitivnějšími infračervenými rušiči. Nové vyhledávání je také vybaveno chlazením detekčního prvku ve formě tlakové láhve s dusíkem připojené k odpalovacímu zařízení.
Nasazena byla například v Iráku, kde mj. došlo k incidentu, kdy byla v listopadu 2003 krátce po vzletu z letiště v Bagdádu na nákladní letadlo Airbus A300 společnosti DHL vypálena Strela-3, která ve výšce asi 2 400 metrů zasáhla levé křídlo, poškodila sloty a nádrž A1 a způsobila požár.
Ztráta tlaku ve všech třech hydraulických systémech vedla k úplné ztrátě kontroly. Posádce se však podařilo dostat letadlo zpět na přistávací dráhu pouze regulováním tahu motorů a přistát bez zranění, navzdory tvrdému přistání.